# Aconurella
Aconurella (лат.) — род цикадок из подсемейства Deltocephalinae трибы Chiasmini.

## Описание
Цикадки размером 2—4 мм. Тело коренастое. Темя закруглённо-треугольное. Вершина субгенитальной пластинки утончённая. Питаются травянистыми растениями.

## Классификация
В мировой фауне встречается 24 вида
- Aconurella aethiopica Cogan, 1916
- Aconurella africia Webb, 1980
- Aconurella alticola Vilbaste, 1980
- Aconurella brevala Theron, 1982
- Aconurella choui Naveed & Zhang, 2018
- Aconurella compta Naudé, 1926
- Aconurella diplachnis Emeljanov, 1964
- Aconurella erebus Distant, 1908
- Aconurella furcata Duan & Zhang, 2012
- Aconurella japonica Matsumura, 1914
- Aconurella koreacola Anufriev, 1972
- Aconurella koreana Matsumura, 1915
- Aconurella liliputana Melichar, 1905
- Aconurella minutissima Matsumura, 1908
- Aconurella montana Distant, 1908
- Aconurella monticola Vilbaste, 1980
- Aconurella naranensis Naveed & Zhang, 2018
- Aconurella nuristana Dlabola, 1957
- Aconurella paradiplachnis Duan & Zhang, 2012
- Aconurella paraerebus Naveed & Zhang, 2018
- Aconurella prolixa Lethierry, 1885
- Aconurella quadrum Herrich-Schäffer, 1838
- Aconurella shaba Ghauri, 1981
- Aconurella sibirica Lethierry, 1888
- Aconurella ussurica Anufriev, 1972

## Распространение
Представители рода встречаются в Евразии, Австралии и Африке